# Anschlag (Halver)
Anschlag ist ein Ortsteil im Süden der Stadt Halver in Nordrhein-Westfalen.

## Lage
Der Ort liegt im Märkischen Kreis direkt an der Grenze zur Ortschaft Anschlag der Stadt Wipperfürth im Oberbergischen Kreis. Hier verläuft auch die Grenze zwischen dem Rheinland und Westfalen, die aus der historischen Territorialgrenze zwischen der Grafschaft Mark und dem Herzogtum Berg entstammt.
Das Zentrum von Halver befindet sich etwa drei Kilometer nordöstlich, das der Nachbarstadt Wipperfürth rund acht Kilometer südwestlich. Anschlag liegt auf einer Höhe von 400 Metern über Normalnull.
Durch den Ort hindurch führt der interregionale Radrundweg Radroute Wasserquintett, der im Rahmen der Regionale 2010 entstand.

## Etymologie und Geschichte
Anschlag wurde erstmals 1630 urkundlich erwähnt, die Entstehungszeit der Siedlung wird aber für den Zeitraum zwischen 1500 und 1600 vermutet. Somit gehört Anschlag zu den jüngeren Siedlungen in Halver. Anschlag ist ein Abspliss der Hofschaft Lausberge.
An Anschlag verlief eine Altstraße von Köln über Wipperfürth, Halver, Lüdenscheid, Werdohl und Arnsberg nach Soest vorbei, ein bedeutender frühmittelalterlicher (nach anderen Ansichten bereits vorgeschichtlicher) Handels-, Pilger- und Heerweg. Eine weitere frühgeschichtliche Altstraße über Radevormwald nach Schwelm mit Verlauf über die heutige Landesstraße L284 und Kreisstraße K3, die als Eisen- und Kohlenstraße genutzt wurde, kreuzte in Anschlag den Heerweg.
An der Grenze gab es in der frühen Neuzeit eine Zollstelle mit einem Schlagbaum. Dieser Tatsache verdankt der Ort den Namen. Auf alten Karten erscheint er als „Tollen Anschlag“ (= Zoll veranschlagen / Zollstelle mit Schlagbaum).
1818 lebten acht Einwohner im Ort. Laut der Ortschafts- und Entfernungs-Tabelle des Regierungs-Bezirks Arnsberg wurde der Ort als Hof kategorisiert und besaß 1838 eine Einwohnerzahl von 30, allesamt evangelischen Glaubens. Der Ort gehörte zu dieser Zeit der Lausberger Bauerschaft innerhalb der Bürgermeisterei Halver an und besaß zwei Wohnhäuser, zwei Fabriken oder Mühlen und zwei landwirtschaftliche Gebäude.
Das Gemeindelexikon für die Provinz Westfalen von 1887 gibt eine Zahl von 36 Einwohnern an, die in drei Wohnhäusern lebten.
Im 20. Jahrhundert besaß Anschlag einen Trennungsbahnhof an der Wuppertalbahn. Von dort zweigte die Bahnstrecke Anschlag–Wipperfürth zur Wippertalbahn ab. Die Verbindung nach Radevormwald wurde als erste am 30. Juni 1910 eröffnet; wenig später folgten weitere Teilinbetriebnahmen. Der Abschnitt Wipperfürth–Anschlag wurde bereits 1960 stillgelegt, auf dem Abschnitt Radevormwald–Anschlag–Oberbrügge wurde 1964 der Personenverkehr und 1968 der Güterverkehr eingestellt. Der Abbau der Strecke erfolgte von 1972 bis 1974.